# Vladimír Kubáň
Vladimír Kubáň (* 3. leden 1967, Michalovce, Česko-Slovensko) je slovenský voják a generál ve výslužbě.
Od 1. ledna 2019 velí 2. mechanizované brigádě v Prešově. V lednu 2021 v této funkci ukončil své působení v Ozbrojených silách.

## Životopis
V letech 1981 až 1985 studoval na Vojenském gymnáziu v Banské Bystrici. V letech 1985 až 1989 studoval na Vysoké vojenské škole pozemního vojska ve Vyškově. Po absolvování se stal velitelem čety 6. tankové roty výcvikového 2. tankového praporu výcvikového 103. tankového pluku 14. tankové divize Východního vojenského okruhu. V 14. tankové divizi pokračoval jako velitel 4. tankové roty, 2. tankového praporu (1990 až 1991), velitel tankové čety 2. tankové roty tankového praporu 63. mechanizovaného pluku (1991 až 1992) a velitel 2. tankové roty tankového praporu 63. mechanizovaného pluku (1992 až 1993). V letech 1993 až 1995 byl velitelem tankového praporu 63. mechanizovaného pluku. Ve stejné funkci pokračoval také v tankovém praporu 22. mechanizované brigády v letech 1995 až 2004. V roce 2004 se stal velitelem tankového praporu 2. mechanizované brigády. Od roku 2008 působil ve velitelství 2. mechanizované brigády jako náčelník odboru logistiky. Od roku 2010 působil na Velitelství Pozemních sil jako náčelník odboru pro podporu operaci. V roce 2012 byl zástupce náčelníka štábu Velitelství Pozemních sil a od 1. září 2012 do 30. dubna 2015 náčelníkem štábu Velitelství Pozemních sil. Od 1. května 2015 byl velitelem 1. mechanizované brigády v Topolčanech.
1. ledna 2019 přebral od Martina Stoklasa velení 2. mechanizované brigády v Prešově.
8. března 2013 ukončil 5. Kurz národní bezpečnosti na Akademii Ozbrojených sil generála Milana Rastislava Štefánika, který ho opravňoval používat označení "plukovník generálního štábu". Do první generálské hodnosti, brigádní generál, byl povýšen 26. listopadu 2015.